# Little Deuce Coupe
Little Deuce Coupe é o quarto álbum de estúdio da banda de rock americana The Beach Boys, e seu terceiro lançamento de 1963. O álbum foi gravado às pressas, enquanto o líder Brian Wilson procurava proteger sua banda da exploração da Capitol Records(que havia incluído canções da banda numa coletânea de vários artistas sem autorização).
Little Deuce Coupe é o primeiro disco do grupo com temática hot rod (uma variante da surf music), e foi feito para concorrer com uma album de mesma temática lançada pela gravadora Capitol naquela época.
Tal album usava o nome dos Beach Boys na capa, bem como incluía algumas de suas canções usadas sem autorização dos músicos.
A temática hot rod lida com carros, outra febre dos jovens californianos.
"Little Deuce Coupe" foi hit # 4 nos Estados Unidos durante 46 semanas.
Little Deuce Coupe (Capitol (S) T 1998) é agora emparelhado em CD com All Summer Long e faixas bônus desse período.

## História
No verão de 1963, a Capitol Records compilou alguns hot rod e lançou uma coletânea com o nome Shut Down. Esta coletânea incluía duas músicas dos Beach Boys: "Shut Down" e "409", que foram colocadas sem sua aprovação ou participação. Brian Wilson prontamente preparou várias músicas em que ele já estava trabalhando (principalmente com o DJ Roger Christian) e iniciou novas sessões de gravação para colocar logo Little Deuce Coupe nas prateleiras das lojas de discos - notavelmente um mês após o lançamento de Surfer Girl. Oito das doze faixas eram novas, enquanto "Little Deuce Coupe", "Our Car Club", "Shut Down" e "409" tinham sido lançadas em seus últimos três álbuns.
Apesar de ter sido uma aposta arriscada lançar outro LP em tão pouco tempo, Little Deuce Coupe tornou-se um grande sucesso, alcançando # 4 nos Estados Unidos e, finalmente, chegando à platina. Para um álbum gravado com tanta rapidez, a qualidade foi surpreendentemente alta. Em particular, as canções de Brian Wilson e seus arranjos foram se tornando mais deslumbrantes e complexos, especificamente "No-Go Showboat" e "Custom Machine". 
Entre os destaques do album está "A Young Man Is Gone", versão do clássico "Their Hearts Were Full of Spring", do The Four Freshmen com letra de Mike Love e Bobby Troup, feita para homenagear o ator James Dean, morto em um acidente de carro pouco antes.
Após a sua gravação, "Be True to Your School" foi regravada como single, resultando em outro Top 10, tornando a música uma das mais aclamadas da primeira fase dos Beach Boys. Um single original de Natal "Little Saint Nick", também foi preparado. 
Apesar de Nick Venet ser listado como produtor de "409" e "Shut Down", faixas de Surfin' Safari e Surfin' USA respectivamente, no encarte, o produtor oficial do álbum inteiro é apenas Brian Wilson.
Este é o último álbum dos Beach Boys com que o guitarrista David Marks esteve envolvido. O membro original Al Jardine fez seu retorno definitivo pouco antes das sessões deste álbum e David partiu logo em seguida.
Porque a maioria das faixas lida com carros como um objeto (exceto "Be True to Your School", embora a mesma tenha uma menção), alguns observadores alardeiam Little Deuce Coupe como um exemplo vanguardista do que se tornaria conhecido posteriormente como álbum conceitual.

## A história por trás do veículo da capa
O Deuce Coupe é um Ford Modelo B Coupe 1932.
A imagem apresentada na capa do álbum foi fornecida pela Hot Rod Magazine e mostra o corpo (com a cabeça cortada na foto) de um hod-rod, o Ford Coupe de 1932, pertencente a Clarence 'Chili' Catallo - conhecido para sempre entre os entusiastas hot rod como 'the lil' deuce coupe'. A mesma foto apareceu na capa da edição de julho de 1961 da Hot Rod Magazine, e quando Catallo morreu em 1998, o carro ainda visitava a salas de exposições.
Catallo comprou o veículo em 1956 por 75 dólares em Michigan, quando tinha 15 anos. 
Catallo substituiu o motor original do Ford (ao contrário da letra da canção dos Beach Boys, que menciona "a flathead mill"), por um Olsmobile V-8, assim como reduziu a altura do coupe em 15 centímetros. Grande parte do trabalho original de personalização foi feita por uma loja de autos de propriedade de Mike e Larry Alexander no subúrbio de Detroit.
Quando Catallo mudou-se para sul da Califórnia, os trabalhos complementares, incluindo "cortar" e rebaixar o teto, foram feitos em 1960-61 na 'Kustom City'. Isto o levou à capa da revista e, dois anos depois, à capa do quarto álbum dos Beach Boys.
Catallo vendeu o coupe alguns anos mais tarde, mas a pedido de seu filho Curt, comprou-o de volta no final dos anos 90 por quarenta mil dólares. O coupe já tinha sido adicionalmente modificado, mas foi restaurado por Curt Catallo com muitas das peças originais que o carro tinha no início de 1960, de modo que agora ele é novamente idêntico à famosa foto. Em 2000, o hot rod ganhou o prêmio "People's Choice' no Meadow Brook Concours d'Elegance. 
Para um link para um artigo do New York Times com detalhes adicionais, incluindo uma galeria de fotos, consulte a seção "Links externos". 

## Faixa
1. "Little Deuce Coupe" (Brian Wilson/Roger Christian) – 1:38
  - Mike Love nos vocais
2. "Ballad of Ole' Betsy" (Brian Wilson/Roger Christian) – 2:15
  - Brian Wilson nos vocais
3. "Be True to Your School" (Brian Wilson/Mike Love) – 2:06
  - Mike Love nos vocais
4. "Car Crazy Cutie" (Brian Wilson/Roger Christian) – 2:47
  - Brian Wilson nos vocais
5. "Cherry, Cherry Coupe" (Brian Wilson/Roger Christian) – 1:47
  - Mike Love nos vocais
6. "409" (Brian Wilson/Mike Love/Gary Usher) – 1:58
  - Mike Love nos vocais
7. "Shut Down" (Brian Wilson/Roger Christian) – 1:48
  - Mike Love nos vocais
8. "Spirit of America" (Brian Wilson/Roger Christian) – 2:23
  - Brian Wilson nos vocais
9. "Our Car Club" (Brian Wilson/Mike Love) – 2:21
  - Brian Wilson e Mike Love nos vocais
10. "No-Go Showboat" (Brian Wilson/Roger Christian) – 1:54
  - Brian Wilson e Mike Love nos vocais
11. "A Young Man is Gone" (Bobby Troup/Mike Love) – 2:15
  - Brian Wilson, Carl Wilson, Mike Love e Al Jardine nos vocais
12. "Custom Machine" (Brian Wilson/Mike Love) – 1:38
  - Mike Love nos vocais

## Ficha técnica
- Mike Love - vocais
- David Marks - guitarra (nas canções repetidas)
- Brian Wilson - baixo, piano, e vocais
- Carl Wilson - guitarra principal, vocais
- Dennis Wilson - bateria, vocais
- Al Jardine - guitarra